# Костецкая, Оксана Витальевна
Окса́на Вита́льевна Косте́цкая (род. 4 октября 1970, Москва) — российская актриса театра и кино. Солистка мюзиклов «Норд-Ост», «Кабаре», «Обыкновенное чудо», «Монте-Кристо», «Всё о Золушке» и др. Лауреат национальной театральной премии «Золотая маска» в категории «Лучшая женская роль в мюзикле». Лауреат российской национальной премии «Музыкальное сердце театра» в категории "Лучшая женская роль  второго плана".

## Биография
Оксана родилась в театральной семье — папа режиссёр, мама актриса, оба выпускники ГИТИСа. Сама же шла к этой профессии довольно долго. Сначала закончила вокальное отделение Музыкального училища им. М. М. Ипполитова-Иванова. После чего окончила факультет музыкального театра ГИТИС (курс профессора Георгия Ансимова). По специальности «режиссура и мастерство актёра» окончила аспирантуру РАТИ и магистратуру Щепкинского училища. Солистка российских мюзиклов и музыкальных спектаклей. Снимается в сериалах, озвучивает художественные фильмы. Старший преподаватель  кафедры режиссуры и мастерства актёра музыкального театра РАТИ-ГИТИСа (мастерская Лики Руллы)

### Мюзиклы
- «Норд-Ост» — Марья Васильевна Татаринова (реж. А. Иващенко, Г. Васильев) / Театральный центр на Дубровке
- «Кошки» — Джеллилорум (реж. Т. Нанн) /Stage Entertainment
- «Красавица и чудовище» — Мадам де ля Комод, Бабетта (реж. Г. Казаль) / Stage Entertainment
- «Кабаре» — Фрёляйн Шнайдер (реж. Н. Громушкина, А. Маракулин) / Musical Trade
- «Обыкновенное чудо» — Эмилия (реж. И. Поповски) / Театральный центр на Дубровке
- «Звуки музыки» — Сестра Берта (реж. Е. Писарев) / Stage Entertainment
- «Ромео и Джульетта» — Леди Монтекки (реж. Н. Громушкина, А. Маракулин) / Musical Trade
- «Монте-Кристо» — Эрмина Данглар (реж. А. Чевик) / «Московская оперетта»
- «Граф Орлов» — ансамбль (реж. А. Чевик) / «Московская оперетта»
- «Питер Пэн» — Мама/Взрослая Венди (реж. А. Франдетти) / ДК «МИИТ»
- «Времена не выбирают» — Мелисса (реж. Г. Черняховский, Д. Белов, М. Швыдкая) / «Театр мюзикла»
- «Алые Паруса» — Хозяйка Маяка (Д. Белов, С. Горшкова) / АНО «Музыкальное сердце театра»
- «Ближе к норме» — Диана (реж. А. Музыкантский) / Лаборатория при Московском театре мюзикла
- «Жизнь прекрасна» — солистка (М. Швыдкая) / «Театр мюзикла»
- «Всё о Золушке» — Крёстная Фея (реж. О. Глушков) / «Театр мюзикла»
- «Чайка» — Полина Андреевна / «Театр Луны»
- «Принцесса цирка» - Агнесса де Сегюр (реж. Себастьян Солдевилья) / «Театр мюзикла»
- «Чудеса и Куралесы» - Гусеница (реж. М. Швыдкая) / «Театр мюзикла»
- «Преступление и наказание» - ансамбль (реж. А. Кончаловский) / «Театр мюзикла»
- «Мамонтёнок» - Черепаха (реж. В. Маркин) / Театр мюзикла
- «Праймтайм»  - Оксана (реж. Себастьян Солдевилья, М. Швыдкая) / «Театр мюзикла»
- «Чебурашка Шоу» - Шапокляк (реж. Н. Чусова)
- «Формула любви» - Тётушка (реж. А. Каграманян) / АНО «ЦРП «РусАрт»
- «Тест на любовь» - Тётя Женя (реж. М. Швыдкая) / «Театр мюзикла»
- «Привет, я тётя Чарли!" - Донна Роза д'Альвадорес (реж. О. Анищенко) / Центральный зал МСПК на Вернадского

### Драматические спектакли
- «Сон в летнюю ночь» (реж. Н. Афанасьева) — Елена, Титания
- «Сны идиотки», антреприза (реж. В. Иванов) — Светлана

### Учебный театр ГИТИС
- «Вишневый сад» — Раневская (реж. Г. Ансимов)
- «Месяц в деревне» — Наталья Петровна (реж. С. Терехов)
- «Скрипач на крыше» — Голда (реж. Г. Ансимов)
- «Неклассическая оперетта» — Марица (реж. С. Терехов)
- «Синяя Борода» — Булотта (реж. Г. Ансимов)

### Фильмография
- 2004—2013 — «Кулагин и партнёры» — эпизоды
- 2008 — «Две сестры»
- 2010 — «Супруги» — Лена Демянцева
- 2012 — «Лорд. Пёс-полицейский» — Надежда
- 2015 — «Восьмидесятые» — Нина, мать Ларисы
- 2020 ― «Немцы» ― Елена Жданова
- 2021 ― «Виво» ― Марта Сандоваль (дубляж)
- 2021 — «Последний богатырь: Посланник Тьмы» — Кикимора

## Награды и номинации
| Год  | Премия                      | Категория                         | Номинант                          | Результат |
| ---- | --------------------------- | --------------------------------- | --------------------------------- | --------- |
| 2016 | «Золотая маска»             | Лучшая женская роль в мюзикле     | Оксана Костецкая за роль Крёстной | Победа    |
| 2024 | «Музыкальное сердце театра» | Лучшая женская роль второго плана | Оксана Костецкая за роль Черепахи | Победа    |